# 渡邉昭義
渡邉昭義（わたなべ　あきよし）は京都情報大学院大学の教授である。

## 経歴
- 北海道大学工学士
- 京都大学大学院修士課程修了（応用システム科学専攻）,工学修士[2]
- 元ナカミチ株式会社勤務

## 著書
- 島公脩,石動善久,山下裕,渡邉昭義,川村武,横道政裕「非線形システム制御論」,コロナ社,1997年7月　ISBN4339031674